# Mont-Saint-Martin (Isère)
Mont-Saint-Martin é uma comuna francesa na região administrativa de Auvérnia-Ródano-Alpes, no departamento de Isère.